# Cedoaphis
Cedoaphis är ett släkte av insekter. Cedoaphis ingår i familjen långrörsbladlöss.
Kladogram enligt Catalogue of Life:
| Cedoaphis | \| \| Cedoaphis incognita \| \| \| \| \| \| Cedoaphis maxsoni \| \| \| \| |
|           | \| \| Cedoaphis incognita \| \| \| \| \| \| Cedoaphis maxsoni \| \| \| \| |
|           | Cedoaphis incognita                                                       |
|           |                                                                           |
|           | Cedoaphis maxsoni                                                         |
|           |                                                                           |